# Stazione di Inba-Nihon-Idai
La stazione di Inba-Nihon-Idai (印旛日本医大駅?, Inba-Nihon-Idai-eki) è una stazione ferroviaria della città di Inzai, nella prefettura di Chiba, in Giappone. È servita dalla linea Hokusō, della quale è capolinea, e gestita dalla società Ferrovia Hokusō, e ospita anche i servizi della linea Keisei Narita Aeroporto delle Ferrovie Keisei. Si trova all'estremità est di Chiba New Town e il secondo nome della stazione è Matsumushihime (松虫姫?).

## Linee
Ferrovie Hokusō
● Linea Hokusō
 Ferrovie Keisei
● Linea Keisei Narita Aeroporto (Narita Sky Access Line)

## Struttura
La stazione è realizzata in trincea scoperta, con un particolare fabbricato viaggiatori posto sopra il piano del ferro. L'edificio possiede una torre di osservazione, sebbene normalmente non sia aperta al pubblico, e una grande cupola sopra il mezzanino.
| 1 | ● Linea Hokusō ● Linea Keisei Narita Aeroporto | per Shin-Kamagaya, Higashi-Matsudo, Keisei Takasago, Ueno, Shinagawa, Haneda Aeroporto e Yokohama |
| 2 | ● Linea Keisei Narita Aeroporto                | per Narita Yukawa e Narita Aeroporto                                                              |

## Stazioni adiacenti
| «                       | Servizio                            | »             |
| Linea Hokusō            | Linea Hokusō                        | Linea Hokusō  |
| ----------------------- | ----------------------------------- | ------------- |
| Inzai-Makinohara        | Locale Espresso1 Espresso limitato2 | Capolinea     |
| Linea Keisei Sky Access |                                     |               |
| Chiba-Newtown-Chūō      | Accesso Espresso                    | Narita Yukawa |

- 1: Solo treni provenienti da Tokyo
- 2: Solo treni diretti a Tokyo